# Bernhard Stull
Bernhard Stull (* 26. April 1865 in Kuhnern, Kreis Strehlen, Provinz Schlesien; † 13. September 1918) war ein deutscher römisch-katholischer Geistlicher und Politiker.

## Leben
Stull studierte Katholische Theologie in Breslau und Würzburg. Er war Mitglied der katholischen Studentenverbindungen KDStV Winfridia Breslau (seit 1884) und KDStV Markomannia Würzburg im CV.
Ab 1893 war er Pfarrer in Polnisch-Wette und zugleich Vorsitzender des Verbandes Schlesischer ländlicher Genossenschaften in Neisse.
Von 1903 bis 1918 war Stull für den Wahlkreis Oppeln 10 (Neisse, Grottkau) Mitglied im Preußischen Abgeordnetenhaus. Er gehörte der Deutschen Zentrumspartei an.